# ジム・ジャームッシュ
ジム・ジャームッシュ（Jim Jarmusch、1953年1月22日 - ）は、アメリカ合衆国の映画監督、脚本家、俳優である。

## 経歴
1953年1月22日、オハイオ州カヤホガ・フォールズに生まれる。母親はアイルランド人とドイツ人の血を引いており、『Akron Beacon Journal』で映画の批評を執筆していた。父親はチェコ人とドイツ人の血を引いており、グッドリッチに勤務していた。
ノースウェスタン大学でジャーナリズムを専攻し、コロンビア大学で文学を専攻した。パリで10か月間を過ごしたのち、ニューヨーク大学で映画を学んだ。在学中、同大学で教鞭を執っていたニコラス・レイの助手を務めた。
1980年、『パーマネント・バケーション』で長編映画監督デビューを果たす。1984年には初商業映画となる『ストレンジャー・ザン・パラダイス』を発表し、カンヌ国際映画祭でカメラ・ドールを受賞。その後も『ダウン・バイ・ロー』、『ミステリー・トレイン』、『ナイト・オン・ザ・プラネット』、『デッドマン』、『イヤー・オブ・ザ・ホース』、『ゴースト・ドッグ』、『コーヒー&シガレッツ』、『ブロークン・フラワーズ』、『リミッツ・オブ・コントロール』、『オンリー・ラヴァーズ・レフト・アライヴ』などがある。

## フィルモグラフィー

### 監督作品

#### 劇映画
- パーマネント・バケーション Permanent Vacation （1980年） - 監督・脚本・製作・音楽・編集
- ストレンジャー・ザン・パラダイス Stranger Than Paradise （1984年） - 監督・脚本・編集
- ダウン・バイ・ロー Down by Law （1986年） - 監督・脚本
- ミステリー・トレイン Mystery Train （1989年） - 監督・脚本
- ナイト・オン・ザ・プラネット Night on Earth （1991年） - 監督・脚本・製作
- デッドマン Dead Man （1995年） - 監督・脚本
- ゴースト・ドッグ Ghost Dog: The Way of the Samurai （1999年） - 監督・脚本・製作
- 10ミニッツ・オールダー 人生のメビウス Ten Minutes Older: The Trumpet （2002年） - 監督・脚本
- コーヒー&シガレッツ Coffee and Cigarettes （2003年） - 監督・脚本・編集
- ブロークン・フラワーズ Broken Flowers （2005年） - 監督・脚本
- リミッツ・オブ・コントロール The Limits of Control （2009年） - 監督・脚本
- オンリー・ラヴァーズ・レフト・アライヴ Only Lovers Left Alive （2013年） - 監督・脚本
- パターソン Paterson （2016年） - 監督・脚本
- デッド・ドント・ダイ The Dead Don't Die (2019年) - 監督・脚本

#### ドキュメンタリー
- イヤー・オブ・ザ・ホース Year of the Horse （1997年） - 監督・脚本
- ギミー・デンジャー Gimme Danger （2016年） - 監督・脚本

### その他参加作品
- ユー・アー・ノット・アイ You Are Not I （1981年） - 脚本・製作・撮影
- バロウズ Burroughs: The Movie (1983年) - サウンド
- スリープウォーク Sleepwalk （1986年） - 撮影
- ストレート・トゥ・ヘル Straight to Hell （1987年） - 出演
- キャンディ・マウンテン Candy Mountain （1987年） - 出演
- レニングラード・カウボーイズ・ゴー・アメリカ Leningrad Cowboys Go America （1989年） - 出演
- フィッシング・ウィズ・ジョン Fishing with John （1991年） - 出演
- イン・ザ・スープ In the Soup （1992年） - 出演
- 豚が飛ぶとき When Pigs Fly （1993年） - 製作総指揮
- アイアン・カウボーイズ・ミーツ・ゴーストライダー Iron Horsemen （1994年） - 出演
- ティグレロ 撮られなかった映画 Tigrero: A Film That Was Never Made （1994年） - 出演
- ブルー・イン・ザ・フェイス Blue in the Face （1995年） - 出演
- スリング・ブレイド Sling Blade （1996年） - 出演
- ザ・カンヌ・プレイヤー Cannes Men （1997年） - 出演
- R.I.P. ジョー・コールマンの肖像 R.I.P. Rest in Pieces （1997年） - 出演
- スクリーミン・ジェイ・ホーキンス伝説 Screamin' Jay Hawkins: I Put a Spell on Me （2001年） - 出演
- ロンドン・コーリング Joe Strummer: The Future Is Unwritten （2008年） - 出演
- ザ・シンプソンズ The Simpsons （2008年） - 声の出演
- あまり期待するな Don't Expect Too Much （2011年） - 出演
- ポルト Porto （2016年） - 製作総指揮
- バスキア、10代最後のとき Boom for Real: The Late Teenage Years of Jean-Michel Basquiat （2017年） - 出演
- SUKITA 刻まれたアーティストたちの一瞬 Sukita （2018年） - 出演